# Niklovits Károly
Niklovits Károly (Tata, 1886. március 18. – Budapest, 1960. szeptember 1.) postatiszt, éremgyűjtő, numizmatikus.

## Élete
Anyja Hauser Erzsébet, apja lengyel származású Niklovits (Niklewitz) Ferenc magyar királyi postatiszt. Négyen voltak testvérek.  Kornélia nevű húga háromévesen halt meg. Ilona nevű nagyobbik húga a két világháború közötti időszakban tehetséges gobelin művész volt. Bátyja, dr. Niklovits Aladár 1956-ban halt meg. Elemi iskoláit követően 1900-ban végzett a tatai piarista gimnáziumban.
A Magyar Királyi Postánál helyezkedett el. Szolgált az első világháborúban, de rossz egészségi állapota miatt 1915. január 11-én leszerelték. Az orvosi vélemény ideiglenes nyugdíjazást javasolt. A nyugalmazott postatisztnek járó állami nyugdíj megteremtette számára a megfelelő megélhetést.
Az 1930-as évek elejétől kezdve kizárólag a gyűjtésnek, a numizmatikával való foglalkozásnak szentelte életét.

## Munkássága
A magyar éremgyűjtés több mint négyszáz évre visszatekintő eddigi története, megíratlan fejezete, régi adóssága a magyar numizmatikának. Az éremgyűjtés, különösen a 20. századot megelőző időszakban, nem csupán „úri” passziónak számított, hanem a kulturáltság egyik fokmérője, a műgyűjtés egyik legfontosabb ága.
Az elmúlt évszázadok hírességei közül - akik valamilyen módon részt vettek a magyar kultúra ápolásában,- szinte nem volt olyan, aki ne foglalkozott volna legalább érintőlegesen az éremgyűjtéssel, numizmatikával. A jelentősebb könyvtáraknak mindig is része volt az éremgyűjtemény.
A jó érzékkel, kiterjedt magyar és külföldi kapcsolatokkal bíró éremgyűjtő számára a 20. század első fele, kiváló alkalmat jelentett a gyűjtésre. A háborús vereség, az ország megcsonkítása számtalan nagy múltú éremgyűjteményt vetettek a piacra, miközben Magyarországon nem létezett a korabeli nyugat-európai vagy a mai magyar aukciós élethez hasonló környezet.
Niklovits Károly néhány évtized alatt, de különösen a két világháború közötti években a 20. század legnagyobb magán éremgyűjteményét hozta létre. Adódik a kérdés, hogy hogyan tudott létrehozni egy ilyen kvalitású gyűjteményt egy nyugalmazott postatiszt, hiszen ehhez csak a legnagyobb közgyűjtemények és nemzedékeken át gyűjtött arisztokrata éremgyűjtemények foghatók. Ismert a Festetics-gyűjtemény eladásának története, mely szerint az anyag Niklovits közvetítésével került a bécsi Brüder Egger céghez, és a közvetítésért kapott harmad- és negyed példányokkal alapozta meg hatalmas gyűjteményét. Niklovits a közel harmincöt éves gyűjtői tevékenysége során megvásárolta vagy részben megvette a Windischgrätz herceg, Frigyes főherceg, Jeszenszky püspök illetve a Viczay-Khuen Héderváry-féle éremgyűjteményeket, melyek koruk legnagyobb kollekciói voltak. Teljes vagy részben megszerzésük már önmagában is egy hatalmas éremgyűjtemény kialakítását tették lehetővé.
Kapcsolatban állt kora legfontosabb magyar és külföldi éremgyűjtőivel, éremkereskedőivel. Hóman Bálint szakmai kérdésekben rendszeresen kikérte Niklovits véleményét, tapasztalatait. Egy ízben 1927 nyarán Hóman személyesen is felkereste Niklovitsot Tatán a szülői házban és sokáig konzultáltak numizmatikai kérdésekben, valamint Niklovits megmutatta Hómannak új szerzeményeit is.
Tagja volt az osztrák, a bajor numizmatikai társaságoknak valamint az Országos Régészeti Társulatnak is.
Niklovits élete utolsó évtizedében - az 1950-es évektől - nagyon beszűkültek a csere- és vételi lehetőségei. A külföldi aukciókat nem látogathatta, itthon pedig kizárólag a Magyar Numizmatikai Társulat (melynek haláláig tagja volt) rendezett árveréseket. Niklovits ezeknek rendszeres látogatója volt. Az árveréseken beadott anyagok után kapott összegeket rendszerint ugyanazon az árverésen el is költötte.
Niklovits Károly 1960. szeptember 1-jén hunyt el Budapesten, az Eötvös utca 32. számú házban, 74 éves volt. Koporsóját szeptember 7-én szállították Tatára és szeptember 8-án helyezték végső nyughelyére szülei és testvérei mellé, a Környei úti temető Niklovits kriptájába. Temetésén kevesen vettek részt, de a katolikus pap egy mondatban azért megemlítette, hogy „híres éremgyűjtő és híres éremgyűjteménye volt testvérünknek.”
Az Esti Hírlap 1960. szeptember 24-én „Másfélmilliós kincs egy Eötvös utcai lakás-ban” címmel írt – sok pontatlansággal és szakmai tévedésekkel – Niklovits Károly elhunytáról és páratlanul értékes hátrahagyott gyűjteményéről.
A gyűjtemény a Magyar Nemzeti Múzeum Éremtárába került. Ez az anyag 40192 darabot számlált, feldolgozása évekig tartott, melyben az Éremtár munkatársain kívül neves numizmatikusok, Kőszegi Tivadar, Martin Ferenc és Pohl Artur is részt vettek. Mindent összevetve az antik anyag 5479, a magyar és erdélyi 14216, a külföldi 1036, továbbá az emlékérem-gyűjtemény 1776 darabbal gazdagodott. Az anyag maradék része, közel 25 000 darab a duplum gyűjteménybe került, amely cserék révén még évtizedekig gyarapította az Éremtár gyűjteményét.

## Emlékezete
- Tatán, a Környei úti temető X. parcellájában, a családi kriptában nyugszik, ahol emléktábla örökíti meg emlékét.